# Интернационал сопротивления
Интернационал сопротивления (англ. Resistance International) — международная организация диссидентов-антикоммунистов 1980-х годов. Создана по инициативе Владимира Буковского и Армандо Вальядареса. Вела активную организационную и пропагандистскую работу в военно-политических конфликтах завершающего этапа Холодной войны. Прекратила деятельность в связи с изменением международной обстановки под влиянием советской перестройки.

## Контекст и задачи
Начало 1980-х годов было отмечено резким обострением глобального международного противостояния. Войны в Афганистане, в Анголе, в Никарагуа, в Мозамбике, в Камбодже, политический кризис в Польше, наращивание ракетно-ядерных арсеналов и их развёртывание в Европе, ужесточение идеологической риторики с обеих сторон обозначили новый этап Холодной войны. Символически это проявилось в выступлениях Рональда Рейгана 8 июня 1982 (Палата общин британского парламента, речь о революционном кризисе тоталитаризма) и 8 марта 1983 (Национальная ассоциация евангелистов, речь об империи зла). С другой стороны, XXVI съезд КПСС в феврале — марте 1981 года подтвердил курс на «победу социализма во всём мире» (особо гарантировалась поддержка польской ПОРП и афганской НДПА).
Противостояние велось не только на межгосударственном и межблоковом уровне. Активное участие в военно-политической борьбе принимали общественные движения. Видную роль в этом играли диссиденты СССР и других социалистических стран, в том числе эмигрировавшие на Запад. Особую политическую активность проявлял известный правозащитник, бывший советский политзаключённый Владимир Буковский. Именно он инициировал создание международного антикоммунистического Интернационала сопротивления (ИС).
Задача виделась в том, чтобы соединить идеологическую борьбу, агитацию и пропаганду с конкретными оперативными действиями в поддержку антикоммунистических и антисоветских повстанцев. При этом организация строилась в расчёте на глобальный охват, затрагивающий различные участки Холодной войны. Прежде такой подход не был характерен для диссидентов-правозащитников.

Советские коммунисты проиграли — мы это знали уже тогда… Их режимы уже начали лопаться в Анголе, Эфиопии, Центральной Америке, Афганистане. Наша задача, помимо координации и взаимопомощи, еще была в том (это была моя стратегическая концепция), что коль они тратят такие деньги на внешнюю экспансию, надо сделать ее еще более дорогостоящей.

Владимир Буковский

## Участники и поддержка
Организация была учреждена в Париже 16 мая 1983 года. Штаб-квартира разместилась в трёхкомнатной квартире на Елисейских Полях. Президентом Интернационала сопротивления стал Владимир Буковский, председателем — участник самолётного дела, сионист и Узник Сиона Эдуард Кузнецов. Секретарём был бывший участник французского Сопротивления и заключённый ГУЛАГа Арман Малумян. Практическое руководство в качестве исполнительного директора первоначально осуществлял известный писатель Владимир Максимов, затем его сменил Эдуард Кузнецов.
Таким образом, руководителями Интернационала сопротивления были преимущественно советские диссиденты. Доминировала группа, сложившаяся вокруг редакции эмигрантского журнала Континент. На момент учреждения в ИС были представлены участники и группы из 21 страны. Вторым инициатором и одним из лидеров являлся кубинский диссидент многолетний политзаключённый Армандо Вальядарес. Видную роль играл активист польской Солидарности, правозащитного и студенческого движения Анджей Метковский.
Инициатива диссидентов встретила заинтересованный отклик в западных интеллектуальных кругах. В Комитет поддержки Интернационала сопротивления вошли французские философы Раймон Арон и Андре Глюксманн, политолог Ален Безансон, бывший председатель Европарламента Симона Вейль, депутат британского парламента от консервативной партии Уинстон Черчилль-младший (внук сэра Уинстона Черчилля), лорд-консерватор Николас Бетелл, историк Роберт Конквест, западногерманская публицистка Корнелия Герстенмайер, охотник за нацистами Симон Визенталь, драматург Эжен Ионеско, югославский политик Милован Джилас, музыкант и общественный деятель Мстислав Ростропович — всего около 100 человек.
16 февраля 1985 года была провозглашена Доктрина Рейгана. Администрация США официально объявила о намерении оказывать поддержку антикоммунистическим и антисоветским движениям. Эта позиция настолько совпадала с платформой ИС, что Владимир Буковский полагает её заимствованной: Эту нашу идею мои дружки, работавшие у Рейгана, сделали его доктриной, да так и назвали «доктриной Рейгана». Но это был, правда, единственный случай в моей жизни, когда мои интересы и интересы западных правительств полностью совпали. С этого времени деятельность ИС значительно активизировалась.
В том же году был учреждён Американский фонд Интернационала сопротивления (AFRI). В его руководство вошли такие деятели, как представитель США в ООН Джин Киркпатрик и заместитель министра обороны США Ричард Перл. Финансистом ИС выступил американский предприниматель французского происхождения Альберт Жоли (Джолис) — бывший сотрудник Управления стратегических служб, дилер алмазного и книготоргового (комиксы) бизнеса. Существует также информация о финансировании ИС конгрессом США (в 1983 году — 6 млн. $).

## Деятельность и специфика
Главным направлением деятельности ИС была информационная работа в зонах вооружённых конфликтов. Было организовано радио «Свободный Кабул»: 25 портативных передатчиков, которые вели радиопропаганду на местных языках и обеспечивали связь между отрядами моджахедов. Организация занималась также вывозом из Афганистана советских дезертиров и военнопленных, которые готовы были перебраться на Запад — в 1984 году такую операцию провёл лорд Бетелл: в Великобританию были вывезены советские солдаты Игорь Рыков и Сергей Целуевский. Для пропаганды в ОКСВА издавалась газета, похожая по виду на Красную звезду.
Аналогичная пропаганда велась среди военнослужащих кубинского контингента в Анголе. Осуществлялся мониторинг переговоров советских военнослужащих в Чаде, участвовавших в военных действиях на стороне Ливии. ИС широко распространил данные журналистского расследования о преследовании сандинистами никарагуанских индейцев-мискито, выступавших на стороне контрас.

Деятельность ИС по самому своему характеру была достаточно конфиденциальной… Понятно, что многие акции ИС в Афганистане, в Никарагуа, в Чаде, в Анголе и др. не могли проводиться без логистической помощи американских спецслужб, но у нас не было принято задавать лишние вопросы.

Интенсивную информационную поддержку оказывал ИС польским движениям «Солидарность» и Борющаяся солидарность. Через Польшу в СССР засылались пропагандистские видеофильмы (их перевозили польские грузовики с двойным дном).
ИС проводил акции и в Западной Европе — например, протестный правозащитный митинг в Париже во время визита Михаила Горбачёва в сентябре 1985. В том же году ИС принимал участие в организации Всемирной молодёжной конференции на Ямайке, что являлось антикоммунистическим ответом на XII Всемирный фестиваль молодёжи и студентов в Москве.
Наряду с Интернационалом сопротивления, существовали другие международные антикоммунистические организации — Антибольшевистский блок народов (АБН), Всемирная антикоммунистическая лига (ВАКЛ), Демократический Интернационал (Джамбори). Однако ИС имел свою специфику: в отличие от АБН и ВАКЛ, в него не входили ультраправые; в отличие от Джамбори, он не носил военизированного характера. ИС объединял активистов либерально-демократического направления и применял ненасильственные методы борьбы. Однако его деятельность была серьёзным фактором Холодной войны на её заключительном этапе.
В СССР деятельность Интернационала сопротивления в основном замалчивалась, но учитывалась как осложняющий фактор. Советская пропаганда временами публиковала критические материалы об ИС, обычно связывая организацию с личностью Владимира Буковского. Так, весной 1986 было отмечено посещение Буковским раскаявшихся боевиков Красных бригад и задан риторический вопрос: «Что они обсуждали? Налёты на банки, ведущие дела с СССР?» Созданная Буковскому репутация «организатора ударной пятёрки» позволяла делать соответствующие намёки, но прямых обвинений в насилии против ИС выдвинуть не удавалось.

## Прекращение в перестройку
С 1986 года, на фоне Перестройки, улучшения советско-американских отношений и общего изменения международной обстановки деятельность Интернационала сопротивления стала встречать препятствия. Постепенно сошла на нет американская поддержка.

Интернационал сопротивления разрывался на части, пытаясь противодействовать тому, чем в СССР занимались огромные, хорошо финансируемые и могущественные структуры. Наши западные друзья часто даже не понимали, что мы пытаемся сделать.

Владимир Буковский

В 1988 году, после визита Рональда Рейгана в Москву и дружественных переговоров с Михаилом Горбачёвым деятельность ИС практически прекратилась. Буковский впоследствии не раз критиковал западных лидеров за некритическое принятие «перестройки» и отказ от стратегии противостояния.